# Marché couvert de Sens
Le marché couvert de Sens ou halles de Sens est un édifice public destiné à abriter un marché plurihebdomadaire et un lieu d'exposition au cœur du centre-ville de Sens, dans le département de l'Yonne, en région Bourgogne-Franche-Comté. Construit en 1882, son architecture industrielle de la fin du XIXe siècle en fait un des éléments-clés du patrimoine architectural urbain de la ville. C'est à ce titre qu'il a été inscrit en 1975 sur la Liste des monuments historiques.

## Histoire
L'édifice actuel a été construit en 1882. Auparavant, le marché couvert était l'Hôtel-Dieu de la ville.
L'Hôtel-Dieu de Sens, a été construit au XIIe siècle, grâce au terrain fourni par le clergé sénonais. Il fut d'abord appelé « La Maison de Dieu ».
On y recevait quelques malades, et grâce à des bienfaiteurs, dont le nombre augmenta, le service s'agrandit. Le plus ancien serait un certain Sieur Ruiles ou Ruilez Geoffroy, qui fit un don en 1204.
Après quelques siècles de services rendus aux malades, en 1792, l'hôtel-Dieu est transféré dans les quartiers de l'abbaye Saint-Jean.
Un an plus tard, on installe dans l'hôtel désaffecté le commandant de la brigade de gendarmerie.
Au XIXe siècle, le bâtiment donnant sur la cathédrale Saint-Étienne est occupé de la façon suivante : la partie droite était occupé par la halle des viandes, la gauche la halle du blé et on trouvait dans la dernière partie la halle au poisson, le bureau du commissaire de police et l'école communale.
Dans les années 1800 les marchés fleurissent à Sens. Peu à peu, ils se recentrent à la place de la cathédrale. Aux alentours de 1817, la municipalité de Louis Parent envisagea de démolir l’ensemble des bâtiments de l’hôtel-Dieu pour construire de véritables halles. Ce projet ne se réalisera qu’à moitié et il fallut attendre 1863 pour que la halle à la viande (ex-chapelle de l’hôtel-Dieu) soit mise à terre. Seule la grande salle de l’édifice subsistait, détruite après la guerre franco-prussienne de 1870, ce qui permet de lancer le concours aux architectes pour concevoir le marché couvert. Le concours est lancé le 12 novembre 1878. Treize projets sont reçus et le 20 avril de l’année suivante le jury se prononce en faveur de deux architectes sénonais, Horace Lefort et Benoni Roblot.
C’est un entrepreneur parisien, M. Moissan qui  emporte le marché de la construction le 8 juillet 1880. Les travaux, hors aménagement intérieur devront être achevés pour le mois d’octobre de l’année suivante. L'inauguration du marché aura finalement lieu le 15 juillet 1882[réf. nécessaire].

## Architecture
Le marché couvert de Sens, de forme triangulaire, s'élève sur une structure métallique. Il est constitué de poutres métalliques, de briques et de verrières qui baignent l'intérieur de lumière.

## Horaires
Le marché à lieu au sein de cette halle tous les lundis, mercredis, vendredis, samedis et dimanches de 8h à 13h.

## Rénovation
La rénovation était depuis longtemps évoquée, mais les projets n'avaient jamais été concluants. Dans les années 1960, il était question de construire un nouveau marché mais à un endroit différent. Ce projet n'a jamais abouti.
Le 26 mai 2015, le bâtiment a fermé ses portes au public pour lancer les travaux de rénovation, dirigés par Olivier Naviglio. Le marché couvert a été inauguré le 4 décembre 2015. 3 millions d'euros y ont été consacrés.